# Igor González de Galdeano
Igor González de Galdeano Aranzabal, född 1 november 1973 i Vitoria-Gasteiz, Álava, är en spansk före detta professionell tävlingscyklist. Han var professionell åren 1995–2005 med de spanska stallen Equipo Euskadi, Vitalicio Seguros och ONCE-Eroski.

## Karriär

### 1995–2000
Igor González de Galdeano var en mångsidig cyklist och duktig på både tempolopp och bergsetapper. Han inledde sin proffskarriär i det baskiska stallet Equipo Euskadi åren 1995–1998.
1999 bytte han stall till Vitalicio Seguros och slog igenom på allvar då han vann två etapper i Vuelta a España, bland annat en bergsetapp, och slutade tvåa i sammandraget, 4 minuter och 15 sekunder bakom segraren Jan Ullrich. González de Galdeano utmanade länge om totalsegern och låg inför den näst sista etappen, ett tempolopp, 31 sekunder efter Ullrich. På tempoetappen förlorade han dock 3 minuter och 44 sekunder till Ullrich.

### 2001–2005
Inför säsongen 2001 bytte González de Galdeano stall från Vitalicio Seguros till det mer namnkunniga ONCE-Eroski. I och med bytet fick han för första gången chansen att cykla Tour de France, det största och mest prestigefyllda loppet i tävlingskalendern. González de Galdeano slutade tvåa på två tempoetapper under loppets gång och slutade på femte plats totalt i sammandraget, 13 minuter och 28 sekunder bakom segraren Lance Armstrong och 4 minuter och 23 sekunder bakom tredjeplacerade stallkamraten Joseba Beloki.
González de Galdeano var tillbaka i samma goda form till 2002 års upplaga av Tour de France. På den fjärde etappen vann ONCE-Eroski lagtempot 16 sekunder före US Postal Service vilket gav González de Galdeano ledningen i det individuella sammandraget, 4 sekunder före stallkamraten Joseba Beloki. González de Galdeano höll den gula ledartröjan i sju etapper innan han förlorade den till Lance Armstrong på en elfte etappen, en bergsetapp upp till La Mongie. Likt året innan cyklade González de Galdeano in på en femte plats i Paris, 13 minuter och 54 sekunder bakom Armstrong.
2002 vann González de Galdeano även Deutschland Tour och det spanska tempomästerskapet. På världsmästerskapen 2002 cyklade han hem en bronsmedalj på tempoloppet, 17 sekunder bakom segrande colombianen Santiago Botero.
González de Galdeano nådde sin sista framskjutna placering i ett stort etapplopp i Vuelta a Espana 2003 där han slutade på fjärde plats i sammandraget, 3 minuter och 27 sekunder bakom segraren Roberto Heras. 2005 var González de Galdeanos sista år som professionell och han slutade på 90:e plats i Vuelta a Espana.

## Tränare
Åren 2006–2011 arbetade González de Galdeano som tränare för det spanska proffsstallet Euskaltel-Euskadi.

## Privatliv
Igor González de Galdeanos äldre bror Alvaro González de Galdeano var även han professionell cyklist. Bröderna var stallkamrater i ONCE-Eroski under två upplagor av Tour de France, 2001 och 2002.

## Meriter
Vuelta a España
3 etapper
2:a – 1999
4:a – 2003
Tour de France
1 lagtempoetapp 2002, tillsammans med Abraham Olano, Alvaro González de Galdeano, Jörg Jaksche, Joseba Beloki, Isidro Nozal, José Azevedo, Marcos Serrano och Mikel Pradera
5:a – 2001
5:a – 2002
Deutschland Tour – 2002
 Nationsmästerskapens tempolopp – 2002
3:a  Världsmästerskapens tempolopp – 2002

### Resultat i Grand Tours
|                 | 1995 | 1996 | 1997 | 1998 | 1999 | 2000 | 2001 | 2002 | 2003 | 2004 | 2005 |
| --------------- | ---- | ---- | ---- | ---- | ---- | ---- | ---- | ---- | ---- | ---- | ---- |
| Giro d'Italia   | –    | –    | –    | –    | –    | –    | –    | –    | –    | –    | –    |
| Tour de France  | –    | –    | –    | –    | –    | –    | 5    | 5    | –    | 44   | X    |
| Vuelta a España | –    | 106  | 43   | X    | 2    | X    | X    | X    | 4    | 96   | 90   |

X = Bröt loppet

## Stall
- Equipo Euskadi 1995–1998
- Vitalicio Seguros 1999–2000
- ONCE-Eroski 2001–2005